# 膠薔樹

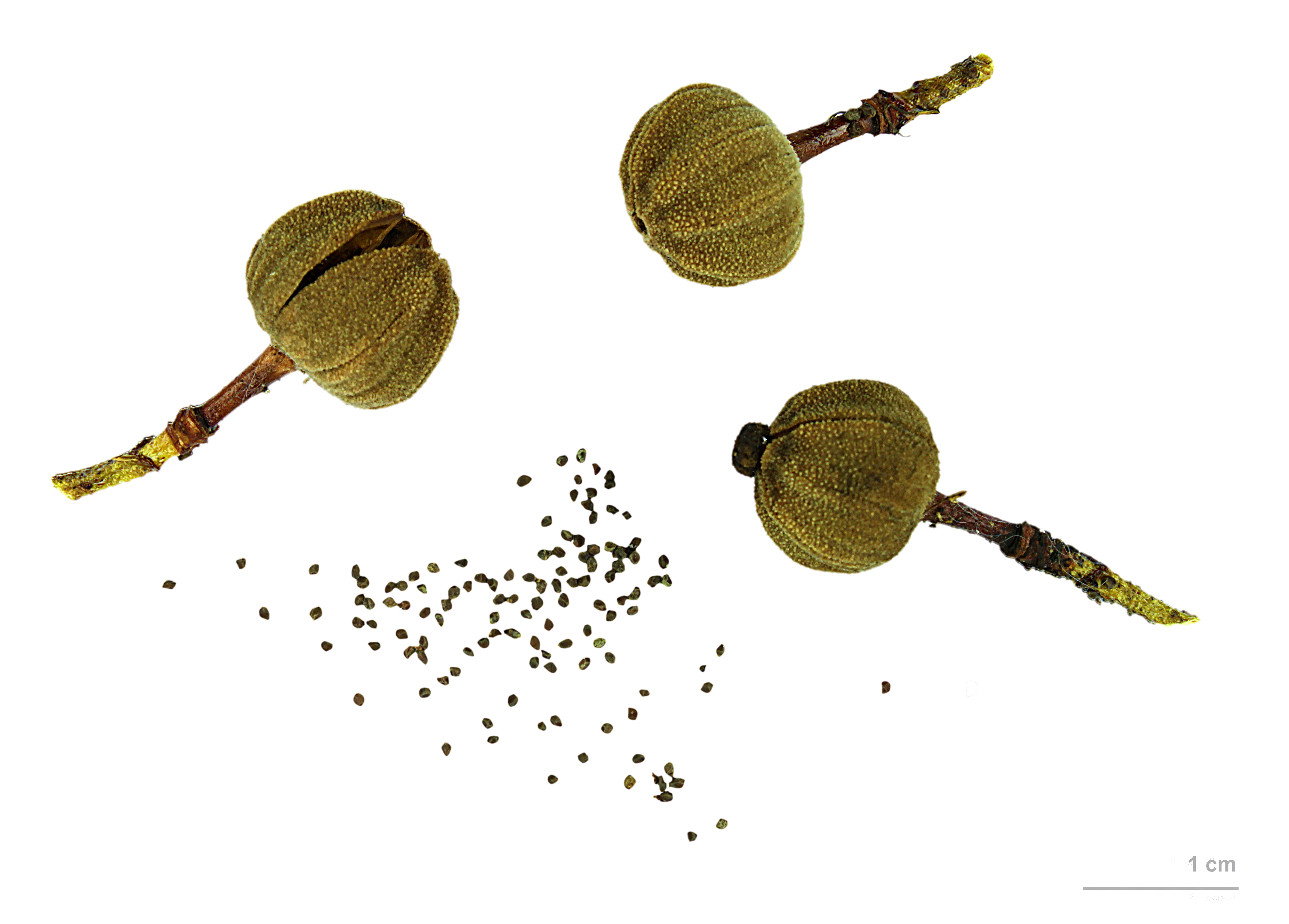
膠薔樹的蒴果及種子

膠薔樹（學名：Cistus ladanifer）為多細枝的常綠灌木，夏季炎熱時莖和葉上的腺毛會滲出芳香黏稠的樹脂稱為勞丹脂，天氣轉冷時變成不透明使植株變成不真實的鉛灰色。葉對生，表面光滑無毛，背面披纖毛。開大型白花，每枚花瓣上皆有一個深紅色斑點。

## 用途
多葉的嫩枝水煮樹脂便會浮到水面，蒸餾後會產生濃郁香味，用於肥皂、化妝品、除臭劑以及香料固定劑。瑰紫色花的岩膠薔薇亦是勞丹脂的豐富來源。

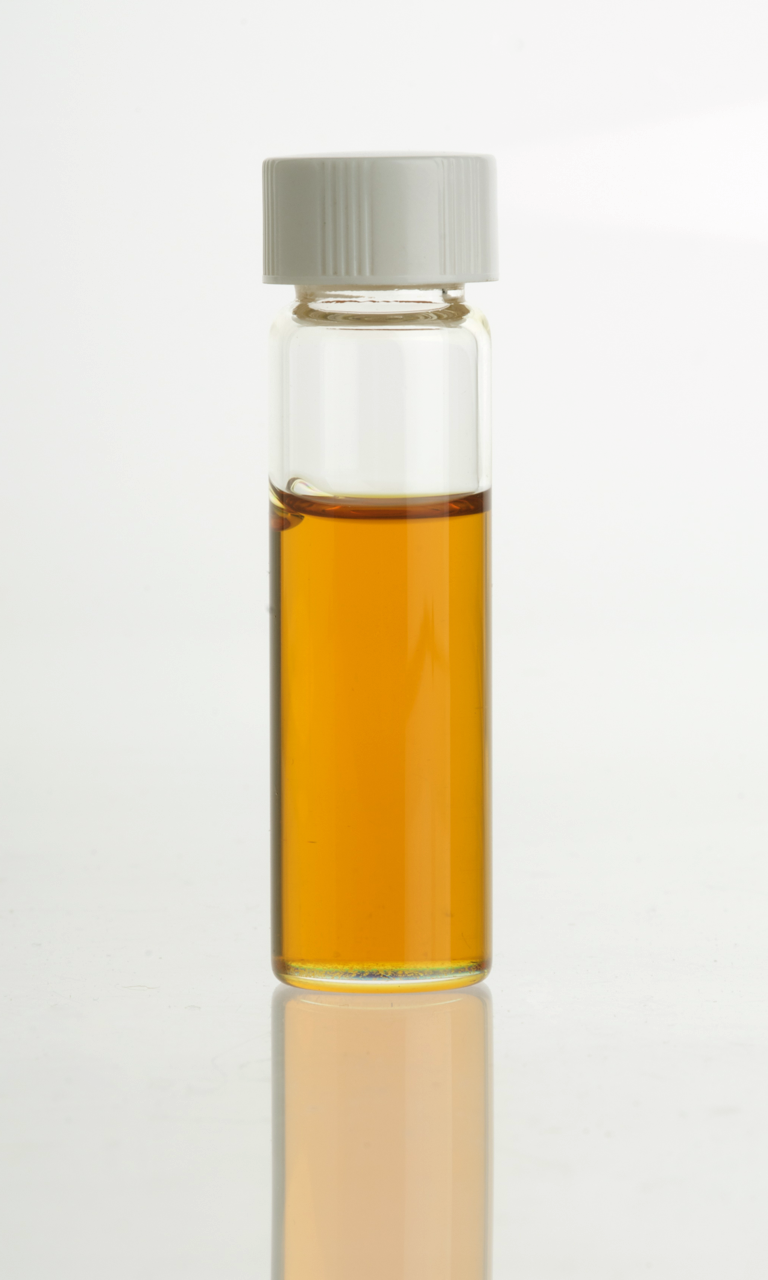
膠薔樹精油

## 書目
- 世界藥用植物圖鑑 頁98，Lesley Bremness 著，貓頭鷹出版社 ISBN 978-986-7001-99-3